# Katolikus gyerekmolesztálási botrány (South Park)
A Katolikus gyerekmolesztálási botrány (Red Hot Catholic Love) a South Park című rajzfilmsorozat 87. része (a 6. évad 8. epizódja). Elsőként 2002. július 3-án sugározták az Amerikai Egyesült Államokban.

## Cselekmény
|  | Alább a cselekmény részletei következnek! |

A South Park-i szülők a sorozatos molesztálási botrányok miatt aggódni kezdenek, amikor Maxi atya a templomban bejelenti, hogy gyermekeiket hamarosan a püspökök és papok lelkigyakorlatként egy hajókirándulásra viszik majd. Felbérelnek egy tanácsadót, akinek az a feladata, hogy kiderítse; vajon Maxi atya molesztálta-e a gyerekeket. A tanácsadó egyből azt kérdezi meg az iskolásoktól, tett-e valamit a pap a végbelükbe. A gyerekek ezt tagadják, mert a pap sosem molesztálta őket, de a számukra érthetetlen kérdés foglalkoztatni kezdi őket. Cartmannek nemsokára „briliáns” ötlete támad: szerinte lehetséges, hogy az emberi emésztőrendszer fordítva is működik és a végbélbe helyezett étel a szájon át ürül ki. A többi gyerek ostobaságnak tartja az elképzelést és Kyle 20 dollárban fogad vele abban, hogy ez lehetetlen. A szülők eközben úgy határoznak, mind ateisták lesznek, mert megrendült a katolikus egyházba vetett hitük.
Maxi atya találkozóra hívja a többi papot, de elképedve szembesül azzal, hogy rajta kívül mindenki molesztálta a híveit és csupán azt akarják elérni, hogy ezt titokban folytathassák. Az atya a Vatikánba utazik, de itt is bebizonyosodik, hogy a papok az egész világon (és a földönkívüli katolikusok, a „Gizmók” más bolygókon is) molesztálják a kiskorúakat. Szerintük a „Vatikáni Szent Kódex” ezt nem tiltja meg, ezért Maxi úgy dönt, ideje átírni a dokumentumot. Mivel senki sem ismeri a kódex pontos helyét, egyedül indul el megkeresni azt.
Cartmannek sikerül a szájon át történő székelés és megnyeri Kyle pénzét, akit egyre jobban dühíteni kezd Cartman dicsekvése a győzelem miatt. Az új táplálkozási mód szédítő gyorsasággal terjed el országszerte, és a South Park-i felnőttek is átveszik – gyakran nyilvános helyen, beszélgetés közben, egy szemeteskosárba végezve el a szükségüket. Kyle elveszíti türelmét és közli Cartmannel; elfogadja a vereséget és büszke arra, hogy ilyen barátja van – ezzel feldühíti Cartmant, aki egészen idáig örömét lelte a kérkedésben, de a vallomás után már nyilvánvalóan nem tudja tovább idegesíteni Kyle-t.
A Vatikán alagsorában Maxi atya rálel a kódexre és visszaviszi a többi pap elé. A pápa ekkor megidézi a „Pókkirálynőt”, amely kijelenti, hogy a dokumentum nem módosítható. Ezen feldühödve Maxi kettétépi az iratot, melynek következtében az épület összeomlik és többen életüket vesztik. Mindenki őt okolja a történtekért és a vallás elpusztításáért, de ő elmondja, hogy az ostoba törvények tehetnek mindenről. Szerinte a katolikus vallásnak arról kellene szólnia, hogyan legyünk jobb emberek. A Biblia történetei is erre valók, nem pedig a hatalom megragadására vagy ösztökélésre. Maxi elítéli a vallás emberekre történő ráerőszakolását, valamint az új táplálkozási módit is. A tévén keresztül a szülőkhöz eljut az üzenet, és mindannyian újból keresztények lesznek és templomba járnak, felhagyva a „megfordított étkezéssel”.

## Utalások
- Randy Marsh képzelgése a katolikus hajóútról célzás a Szerelemhajó („The Love Boat”) című sorozatra.
- Maxi atya kalandjainak képsorai a Pitfall! elnevezésű 1982-es videójátékot parodizálják ki.
- Az óriás pókkirálynő a Ki vagy, doki? című sorozat egy 1974-es epizódjából származik „Doctor Who: Planet of the Spiders: Part 1”).
- Az epizód során célzások történnek Martha Stewart letartóztatására.

## Külső hivatkozások
- Katolikus gyerekmolesztálási botrány a South Park hivatalos honlapon
- Katolikus gyerekmolesztálási botrány az Internet Movie Database oldalon (angolul)